# شبخرطالية
شَبْخُرطاليَّة أو أيْبَد (الاسم العلمي: Airopsis)، جنس نباتات من جنوب أوروبا وشمال إفريقيا وينتمي إلى فصيلة النجيلية.